# فیلیپ ری
فیلیپ ری (انگلیسی: Phillip Rhee؛ زادهٔ ۷ سپتامبر ۱۹۶۰) یک رزمی کار، هنرپیشه و تهیه‌کننده اهل ایالات متحده آمریکا است.
از فیلم‌ها یا برنامه‌های تلویزیونی که وی در آن نقش داشته است می‌توان به بهترین بهترین‌ها اشاره کرد.